# Episodi di Doraemon (serie animata 2005) (terza stagione)
Questa è la lista degli episodi della terza stagione dell'anime 2005 di Doraemon.
In Giappone è stata trasmessa su TV Asahi dal 12 gennaio al 31 dicembre 2007. In Italia è stata trasmessa su Boing dal 28 aprile al 22 settembre 2015. L'episodio S13b, rimasto inedito in televisione, è stato reso disponibile solo sulla Boing App il 28 aprile 2023. Gli episodi 69b e 84a sono stati trasmessi esclusivamente solo su Cartoon Network l'11 e il 27 marzo 2024, mentre l'episodio 85, è stato reso disponibile in on demand su Cartoon Network il 29 marzo 2024.

## Episodi
| Nº  | Titolo italiano Giapponese 「Kanji」 - Rōmaji | In onda           | In onda                        |
| Nº  | Titolo italiano Giapponese 「Kanji」 - Rōmaji | Giapponese        | Italiano                       |
| 65  | L'esaudifono 「もしもボックス」 - Moshimo bokkusuRiconquistare Shizuka prima parte 「しずかちゃんをとりもどせ（前編）」 - Shizukachan o torimodose (zenpen) | 12 gennaio 2007   | 28 aprile 2015                 |
| 65  | Nobita non è bravo a far volare gli aquiloni, pitturare e giocare con le trottole, così Doraemon utilizza l'esaudifono, una cabina telefonica che rende la realtà chiesta dalla persona dentro. Nobita chiede di avere un mondo senza aquiloni e così tutti i suoi amici non li hanno mai visti e non li sanno usare, perciò Nobita insegna a loro come farli volare. Tuttavia, con pessimi risultati. Dekisugi ha cucinato un uovo dall'aspetto eccellente e afferma che chi sposerà Shizuka sarà un ragazzo fortunato. Nobita crede che sarà lei la sua futura moglie; tuttavia afferma che le donne cucinano meglio degli uomini, rendendo Shizuka furiosa. Nobita scopre poi con la TV del futuro che Shizuka sposerà Dekisugi e chiameranno il loro figlio Ideo; il ragazzo disperato corre a casa di Shizuka. |                   |                                |
| 66  | Riconquistare Shizuka seconda parte 「しずかちゃんをとりもどせ（後編）」 - Shizukachan o torimodose (kōhen)Doraemon si innamora 「ドラえもんの恋 すてきなミイちゃん」 - Doraemon no koi sutekinamīchan | 19 gennaio 2007   | 28 aprile 2015                 |
| 66  | Una volta arrivati, la madre di Shizuka informa Nobita che la figlia è andata a casa di Dekisugi. Qui Nobita, dopo aver indossato il grembiule tuttofare, decide di sfidare Dekisugi a cucinare un risotto fritto. Il risotto di Dekisugi è delizioso, mentre quello di Nobita un disastro a causa di un surriscaldamento del chiusky. Shizuka, da vera amica, decide di mangiare anche il risotto di Nobita e, perdonandolo, lo esorta a migliorare. Doraemon si è innamorato di una gattina di nome Mii. Nobita pensa che la gattina sia un giocattolo robot, ma Doraemon vuole conoscerla a tutti i costi e, molto timidamente, si presenta. In realtà Mii è di proprietà di una famiglia che non vuole lasciarla andare. Poco dopo, il figlio scoppia a piangere perché un cane feroce rapisce la gattina e Doraemon riesce a salvarla, diventando così amici. Infine, Doraemon scopre che Mii è un maschio e rende il gatto robot disperato. |                   |                                |
| 67  | Nobita guru del sonno 「ねむりの天才のび太」 - Nemuri no tensai NobitaIl kit di Robinson Crusoe 「ロビンソンクルーソーセット」 - Robinson Kurūsō | 26 gennaio 2007   | 5 maggio 2015                  |
| 67  | Nobita adora dormire. Usa l'esaudifono per creare un mondo in cui più si dorme più si viene apprezzati. Da dormiglione diventa presto un esperto del sonno e dà perfino lezioni su come dormire bene e in fretta. Quando però arriva l'ora di cena e scopre che la mamma ha dormito tutto il giorno e non ha neanche fatto la spesa, impara, a spese del suo stomaco, che il suo mondo non è perfetto. Mentre Nobita e Shizuka giocano a badminton, arrivano Gian e Suneo notando le doti pessime di Nobita, a differenza di Gian che è molto bravo. Doraemon presta a Nobita il kit di Robison Crusoe ed il ragazzo decide di provarlo con Shizuka. I due partono all'avventura con una barca affrontando molti pericoli e mangiando del buon cibo. Tuttavia, tornati al molo, arriva il proprietario della barca facendo pagare alla famiglia Nobi la tariffa del noleggio della barca. |                   |                                |
| 68  | Il trasforma bugie in realtà 「アトカラホントスピーカー」 - AtokarahontosupīkāIl finto segreto 「大ピンチ!スネ夫の答案」 - Dai pinchi! Suneotto no tōan | 2 febbraio 2007   | 5 maggio 2015                  |
| 68  | Suneo ha preso a mentire spudoratamente. Quando in seguito ad una bugia si mette nei guai con Gian, corre da Doraemon in cerca di aiuto. Il gatto gli presta un chiusky che trasforma le bugie in realtà. Avendo un gadget che lo salva dalle bugie che dice, Suneo continua a mentire spudoratamente, finché le menzogne e il chiusky stesso gli si ritorcono contro. Suneo prende 100 in una verifica di matematica e, confrontandosi con i suoi amici che hanno preso un voto basso, scappa fingendo di essere disperato. Suneo seppellisce la sua verifica sulla collina dietro la scuola; Gian e Nobita, curiosi, lo seguono ma vengono sgridati dal maestro. Suneo intanto dice alla madre di aver preso 100 nella verifica, così la conduce dove è sepolto il foglio. Nel frattempo Nobita e Gian riescono a trovare la prova, ma vengono scoperti da Doraemon, che li convince a desistere. Il gatto allora distrugge il foglio, proprio quando Suneo e sua madre sono arrivati sul posto. |                   |                                |
| 69  | Nobita, salvatore del mondo 「世界沈没」 - Sekai chinbotsuNobita si sposa 「カップルテストバッジ」 - Kappurutesutobajji | 9 febbraio 2007   | 5 maggio 201511 marzo 2024     |
| 69  | Nobita usa un chiusky che permette di vedere cosa accadrà in futuro e vede una terribile inondazione che pare presagire la fine del mondo. Cerca di allertare tutti, ma nessuno gli crede. Lui e Doraemon costruiscono perfino una barca per salvare tutti, ma quando arriva l'ora designata Nobita si rende conto che ciò che ha visto non era davvero la fine del mondo. Nobita è preoccupato se, in futuro, lui e Shizuka litigheranno. A tale scopo Doraemon gli presta le spille del cuore; se due persone indossano queste spille, saranno sposati. Così Nobita decide di dare la spilla a Shizuka, ma una volta arrivato a casa della ragazza, la spilla è sparita, così decide di dargliene un'altra. Mentre i due si divertono a casa di Nobita, Suneo trova la spilla perduta, la indossa e si innamora del protagonista. Quest'ultimo però caccia via di casa l'amico, facendolo andare via triste. In seguito Gian indossa la spilla di Suneo e anch'egli si innamora di Nobita. Quando però Gian vede Nobita insieme a Shizuka, i tre iniziano un'enorme rissa. |                   |                                |
| 70  | Alla scoperta del mondo sotterraneo prima parte Alla scoperta del mondo sotterraneo seconda parte 「地底の国探検（前編）」 - Chitei no kuni tanken (zenpen) | 16 febbraio 2007  | 12 maggio 2015                 |
| 70  | Doraemon, Dorami, Nobita, Shizuka, Gian e Suneo scoprono un'antica città sotterranea. Mentre sono all'esplorazione trovano un sarcofago che dovrebbe contenere il tesoro, ma è vuoto. Decidono quindi di tornare indietro nel tempo per saperne di più. Qui Gian, Nobita e Doraemon vengono imprigionati da un gruppo di indigeni della città di Bakaru, che li credono spie della città di Botaru. Inoltre Dorami, Suneo e Shizuka vengono ospitati a casa di una donna di Botaru. Poco dopo il gruppo apprende la verità tra le due città: esse prima avevano buoni rapporti ma ora non più perché, durante un rituale solenne, il giaguaro di giada (il tesoro sacro) scomparve, e ogni paese accusò l'altro come responsabile del furto; chiunque ritrovi il giaguaro diventerà sovrano delle due città. Dorami l'ha visto nelle "sacre zone sotto terra" e, dopo aver convinto il sovrano di Bakaru a liberare i tre, gli chiede se può andarci lì insieme al resto del gruppo. Egli acconsente, ma Shizuka deve rimanere prigioniera, fino al ritorno degli altri. |                   |                                |
| 71  | Alla scoperta del mondo sotterraneo terza parte Alla scoperta del mondo sotterraneo quarta parte 「地底の国探検（後編）」 - Chitei no kuni tanken (kōhen) | 23 febbraio 2007  | 12 maggio 2015                 |
| 71  | Doraemon, Dorami, Nobita, Gian e Suneo vanno nelle "sacre zone sotto terra" in cerca del giaguaro di giada. Dopo aver schivato numerose trappole, il gruppo riesce a ritrovare il tesoro sacro, così le due città fanno pace e Shizuka viene liberata. |                   |                                |
| 72  | Un mondo senza specchi 「かがみのない世界」 - Kagami no nai sekai | 9 marzo 2007      | 12 maggio 2015                 |
| 72  | Nobita è deluso ogni volta che si guarda allo specchio, così esprime con l'esaudifono il desiderio che il mondo sia senza specchi. Ciò però crea una serie di problemi alle persone e alla fine Doraemon è costretto a riportare il mondo come prima. |                   |                                |
| 73  | Nobita supereroe cinematografico 「アニメ製作なんてわけないよ」 - Anime seisaku nante wakenai yoIl buco senza fondo 「のび太のブラックホール」 - Nobita no burakku hōru | 16 marzo 2007     | 19 maggio 2015                 |
| 73  | Suneo si vanta con gli amici che intende realizzare un film d'animazione nel suo studio cinematografico, per poi reclutare Gian e Shizuka come aiutanti. Arrabbiato per essere stato escluso, Nobita decide di realizzare anche lui un film d'animazione con l'aiuto di Doraemon. La realizzazione è però molto più difficile del previsto, e Doraemon è costretto a ricorrere ad alcuni chiusky pur di far contento Nobita. Quando il film Le avventure di Nobita-man è pronto, il ragazzo invita Shizuka, Gian e Suneo a vederlo. I tre sono deliziati dalla visione, ma scoprono poi che nei titoli di coda non c'è il nome di Nobita. Tamako è preoccupata per il fatto che Nobita (avendo mangiato tanto durante il pomeriggio) non ha fame per la cena, così Doraemon gli fa inghiottire il buco senza fondo, un chiusky costituito da un buco nero di piccole dimensioni che attira a sé per poi inghiottire tutto quello che si trova intorno. In seguito Gian e Nobita decidono di fare una gara di abbuffata e, per evitare figuracce, quest'ultimo inghiotte un buco senza fondo gigante. Dopo aver vinto la gara, Nobita torna a casa e si addormenta, ma finisce per inghiottire tutto quello che si trova nella camera da letto a causa del buco senza fondo, e Doraemon è costretto a risolvere il problema. |                   |                                |
| S13 | La scarpetta rossa 「赤いくつの女の子」 - Akai kutsu no onnanokoUno squalo in città 「空き地のジョーズ」 - Akichi no jōzu | 20 aprile 2007    | 19 maggio 201528 aprile 2023   |
| S13 | Mentre riordina la sua stanza disordinata, Nobita trova una scarpetta rossa che risulta appartenere a Nonko, una sua amica d'infanzia vicina di casa. Per colpa di Gian e Suneo, il piccolo Nobita fu costretto a rubare la scarpetta all'amica; il bambino non poté più restituirla, in quanto il giorno dopo Nonko si ammalò e, una settimana dopo, lei e la sua famiglia si trasferirono in America. Nobita decide quindi di tornare nel passato per restituire a Nonko la scarpetta; il tentativo ha esito positivo e i due piccoli amici fanno la pace. Doraemon vuole assecondare il desiderio di Nobita di andare a pesca come Suneo, così collega il parco abbandonato al mare con la coppia di portali entra-pesce ed esci-pesce che permettono di pescare direttamente dal parchetto. Le cose però prendono una brutta piega quando sopraggiunge uno squalo che inizia a gironzolare per tutta la città. Mentre Nobita lo insegue sparandogli con una pistola ad aria, Doraemon fa altrettanto immergendosi sottoterra grazie al suo gas speciale e riesce a riportare lo squalo in mare usando un altro portale. Dopo questa avventura, però, nessuno crede alla storia dello squalo e Nobita e Doraemon vengono derisi dagli amici e sgridati dagli adulti. |                   |                                |
| 74  | Squadra speciale di salvataggio 「のび太救出決死探検隊（前後編）」 - Nobita kyūshutsu kesshi tanken-tai | 11 maggio 2007    | 19 maggio 2015                 |
| 74  | Dopo essersi fatto rimpicciolire, Nobita gioca sul suo aeroplano radiocomandato, finché il motore si guasta e precipita sulla collina dietro la scuola. Doraemon, Gian, Shizuka e Suneo vanno al suo salvataggio e, dopo essersi rimpiccioliti, vivono un'avventura in stile esploratori. Alla fine Nobita incontra i quattro, e tutti riescono a tornare a casa grazie al panno del tempo, con cui riparano il motore dell'aeroplano. |                   |                                |
| 75  | L'aureola della saggezza 「アリガターヤ」 - ArigatāyaLa stanza del rivedersi 「あの人は居間」 - Anohitohaima | 18 maggio 2007    | 26 maggio 2015                 |
| 75  | Gian e Suneo appioppano a Nobita il compito di consegnare a casa loro i loro zaini con l'attrezzatura da baseball. Doraemon dà quindi a Nobita l'aureola della saggezza, che se messa in testa fa sì che tutti gli altri ascoltino quella persona e facciano tutto quello che chiede. Nobita finisce però per approfittarne, finché l'aureola cade dalla testa del ragazzo e finisce su quella di Muku (il cane di Gian) che inizia a ipnotizzare Nobita. Dopo che Nobita ha avuto una divergenza con Shizuka, Nobisuke vorrebbe ringraziare un suo amico che si è trasferito e Doraemon lo aiuta con il chiusky la stanza del rivedersi. In seguito Nobita vorrebbe ringraziare una bambina che durante una gita all'asilo lo salvò dalle processionarie, ma non riesce a ricordarne il nome; tramite il chiusky chiede alla maestra il nome e apprende che è Botako. Infine si scopre che il salvatore di Nobita è Shizuka e i due si scusano. |                   |                                |
| 76  | La maga Shizuka 「魔女っ子しずちゃん」 - Majo-kko ShizuchanIl regalo più bello 「しずかちゃんの心の秘密」 - Shizukachan no kokoro no himitsu | 25 maggio 2007    | 26 maggio 2015                 |
| 76  | Shizuka vorrebbe usare la magia per aiutare le persone bisognose. Doraemon le fornisce quindi una scopa magica, dei vestiti adatti e un cappello in grado di trovare la gente in difficoltà. La ragazza, dopo aver aiutato una serie di persone, decide di ritirarsi momentaneamente. Infine anche Nobita prova a diventare mago e scopre che Shizuka è rimasta chiusa fuori casa. È il compleanno di Shizuka, ma Nobita non sa cosa regalarle. Tramite dei chiusky Nobita e Doraemon apprendono che la ragazza vorrebbe dei regali costosi. Dopo aver chiesto a Suneo, Dekisugi e Gian quali regali le faranno, i due amici decidono di regalarle delle patate dolci da loro coltivate, sorprendendo gli invitati e facendo infuriare Shizuka, che li caccia dalla festa. |                   |                                |
| 77  | Super Gian, paladino della giustizia 「スーパージャイアン」 - Seigi no Hīrō Sūpā JaianNobita nei panni del supereroe 「フクロマン」 - Seigi no Hīrō Fukuro Man Sūtsu | 1º giugno 2007    | 26 maggio 2015                 |
| 77  | Nobita gioca con un mantello da supereroe di Doraemon, ma Gian glielo ruba. Quest'ultimo, indossandolo, ha la capacità di volare e si fissa di essere un supereroe. Presto però si stufa di dover aiutare gli altri e intende picchiare Nobita e Doraemon, che riescono però a superarlo in astuzia. Nobita desidera essere un supereroe, così Doraemon gli dà un costume da supereroe. Tuttavia il ragazzo-supereroe viene scambiato per un ladro da varie persone finché, sentendo un grido d'aiuto, irrompe in una casa, ma in realtà la richiesta d'aiuto era parte di un film. |                   |                                |
| 78  | Il gatto portafortuna 「ドラえもん飼いませんか?」 - Doraemon kaimasen ka?Il sacchetto della pazienza prima parte 「恐怖のジャイアン誕生日」 - Kyōfu no Jaian tanjōbi | 8 giugno 2007     | 2 giugno 2015                  |
| 78  | Nobita e Doraemon trovano un gattino abbandonato, ma nessuno sembra volerlo. Nel mentre si imbattono nel proprietario di un ristorante disperato perché a corto di clienti. Doraemon decide quindi di far mangiare al gattino un chiusky in grado di attirare la gente, e lo spaccia per un gatto portafortuna. Il chiusky però un ha effetto temporaneo e il gatto-robot va a scusarsi con il proprietario del locale. Questi gli risponde che intende tenerlo lo stesso e il ristorante si riempie di gente, essendo stato pubblicizzato da un critico gastronomico. È il 15 giugno 2007, ossia il giorno del compleanno di Gian, a cui Doraemon, Nobita, Shizuka e Suneo sono obbligati a partecipare. I festeggiamenti tuttavia terminano presto a causa dell'egoismo di Gian, che chiede quindi a Doraemon un chiusky per fare in modo che la gente abbia voglia di festeggiare il suo compleanno. Il robot gli dà il sacchetto della pazienza, in cui soffiarci per sbollire la propria arrabbiatura, e porta indietro il tempo di sette giorni. |                   |                                |
| 79  | Il sacchetto della pazienza seconda parte 「恐怖のジャイアン誕生日リターンズ」 - Kyōfu no Jaian tanjōbi returnsGian, difensore dei più deboli 「ジャイアンが負けちゃった！？」 - Jaian ga make chatta!? | 15 giugno 2007    | 2 giugno 2015                  |
| 79  | Il sacchetto si rompe a causa dei numerosi soffi di Gian; Doraemon cerca perciò in ogni modo di non far perdere la pazienza al bullo. Alla fine Doraemon, Nobita, Suneo e Shizuka acconsentono di festeggiare il compleanno di Gian, durante cui tuttavia il festeggiato si mette a cantare stonatamente. Lo zio di Gian va a fargli visita e il ragazzo gli chiede di insegnargli il judo (di cui lo zio è cintura nera) per poter sconfiggere anche le persone più forti di lui. L'uomo gli spiega però che il judo richiede il rispetto per l'avversario, così Gian decide di far da guardia del corpo a Nobita, ma con esiti scarsi. Dopo tanti fallimenti, il bullo si infuria con Nobita e Doraemon; quest'ultimo spiega a Gian che si ricorda che nel quartiere abita un bullo più forte di lui. Così i tre usano la macchina del tempo per incontrare il bullo, che in realtà è Gian, dopodiché i due alter-ego si mettono a combattere. |                   |                                |
| 80  | Lo spray prodigioso 「のび太がピカソに！？へたうまスプレー」 - Nobita ga Pikaso ni!? Heta uma supurēPrima risparmiare e poi spendere! 「してない貯金を使っちゃお！」 - Shi tenai chokin o tsukatchao! | 22 giugno 2007    | 1º settembre 2015              |
| 80  | Gian dà a Nobita senza troppo successo lezioni di canto, così Doraemon mostra a Nobita lo spray prodigioso che fa sembrare migliore ogni cosa. Grazie a ciò riesce a disfarsi di Gian, a far sembrare che Shizuka suoni meglio il violino e che un suo disegno semplice sia un'opera d'arte. Lo spray però ha un effetto solamente di 24 ore e il giorno dopo a scuola Nobita viene deriso per il disegno. Nobita non ha abbastanza soldi per acquistare un robot e accetta di aiutare il padre per 10 ¥ al giorno. Decide poi di andare sei mesi nel futuro e scopre che è riuscito a guadagnare abbastanza denaro per il giocattolo. Torna poi al presente portandosi dietro il salvadanaio, potendo acquistare il robot. Tuttavia, durante il montaggio, finisce per romperlo completamente. |                   |                                |
| 81  | L'orizzonte nella stanza di Nobita 「のび太の部屋の地平線」 - Nobita no heya no chiheisenL'uovo dell'imprinting 「たまごの中のしずかちゃん」 - Tamago no naka no Shizuka-chan | 6 luglio 2007     | 1º settembre 2015              |
| 81  | Nobita non ha mai "visto" l'orizzonte, così Doraemon gli mostra il super orizzonte, un chiusky composto da del nastro adesivo che permette di entrare in un'altra dimensione dove poter vedere l'orizzonte. Più tardi, mentre Doraemon e Nobita sono dentro l'altra dimensione, Tamako rompe il nastro e i due sono intrappolati lì. Riescono però a fuggire grazie a un pezzo di nastro che avevano in precedenza dato a Shizuka. Nobita è geloso per il fatto che Dekisugi e Shizuka passino del tempo insieme, così Doraemon gli dà l'uovo dell'imprinting, che funziona come l'imprinting dei pulcini all'atto della schiusa delle uova: se una persona entra nell'uovo gigante, dopo tre minuti esso si aprirà e la persona che era dentro vorrà stare sempre con la prima cosa che vedrà in quel momento. Al suo interno entrano però Gian e Suneo; e quando Shizuka entra vede per prima Dekisugi, peggiorando la situazione per Nobita. |                   |                                |
| 82  | Una collezione insolita 「人気スターが真っ黒け」 - Ninki sutaa ga makkuro ke | 13 luglio 2007    | 1º settembre 2015              |
| 82  | Nobita è invidioso di Suneo che ha un'incredibile collezione di autografi e impronte di mani di personaggi famosi. Grazie ad un chiusky di Doraemon, riesce a prendere di nascosto addirittura l'impronta dell'intero corpo di numerose celebrità. Gian vuole prendere in prestito il chiusky ma Doraemon, invece di dargli il mantello dell'invisibilità, gli consegna un semplice sacchetto di plastica. Come risultato Gian viene steso a terra da un lottatore cercando di prendergli l'impronta. |                   |                                |
| 83  | L'atleticometro 「むりやりアスレチック・ハウス」 - Muriyari asurechikku hausuIl timer pronti via 「ネコが会社を作ったニャ」 - Neko ga kaisha wo tsukutta nya | 20 luglio 2007    | 8 settembre 2015               |
| 83  | Arrabbiato per la pigrizia di Nobita, Doraemon trasforma con un chiusky la casa in una palestra. Poco dopo, mentre Nobita esce per giocare a baseball, entrano Tamako e la madre di Suneo, le quali sono costrette a svolgere una serie di esercizi fisici, finché Doraemon, con l'aiuto delle due donne, riesce a spegnere il chiusky. Nobita si alza in orario per l'inizio delle lezioni scolastiche grazie al timer pronti via puntato da Doraemon. Lungo la strada trova però 4 gattini abbandonati e, dato che la madre non vuole tenerli, devono cercare qualcuno che li adotti, ma nessuno li vuole. Più tardi Doraemon punta il timer sui quattro gattini, in modo che caccino via i topi dalle soffitte delle abitazioni. |                   |                                |
| 84  | Una piscina tra le nuvole 「雲の中のプール」 - Kumo no naka no puuruNobita diventa famoso 「スクープ！のび太と秘密のデート」 - Sukuupu! Nobita to himitsu no deeto | 27 luglio 2007    | 27 marzo 20241º settembre 2015 |
| 84  | Nobita desidererebbe avere una piscina, perché quella comunale è affollata di gente. Così Doraemon porta il ragazzo in cielo e, utilizzando lo spray crea sorgente, crea una piscina tra le nuvole. Nobita invita poi gli amici; tuttavia Gian e Suneo vogliono una piscina tutta per loro. Dopo alcune disavventure, i due bulli attirano una nube temporalesca e atterrano su una ciminiera. È il compleanno di Nobita, ma nessuno se ne ricorda o gli riserva delle attenzioni particolari. Doraemon usa un chiusky che rende tutte le persone interessate a Nobita e alla sua vita. Nobita non ne è affatto felice, ma mentre fugge dai giornalisti incontra per caso l'attrice famosa Sumire Hoshino e trascorre con lei una giornata meravigliosa, ricevendo un inaspettato ma gradito regalo di compleanno. |                   |                                |
| 85  | Hanao, l'elefante buono prima parte Hanao, l'elefante buono seconda parte 「ぞうとおじさん」 - Zou to oji-san | 10 agosto 2007    | 29 marzo 2024                  |
| 85  | Nobita e i suoi amici si recano allo zoo per vedere gli animali. Successivamente osservano un elefante, ammirato da un anziano signore, che commosso racconta una triste storia che riguarda la sua amicizia da bambino con il pachiderma – il cui nome è Hanao – durante il periodo della guerra in Giappone. A causa del conflitto Hanao venne abbandonato, così Nobita e Doraemon, grazie alla macchina del tempo, decidono di tornare all'epoca della guerra e trovano Hanao in pessime condizioni. Dopo aver incontrato il custode dello zoo – a cui era stato ordinato di avvelenare l'elefante – suona la sirena anti-aereo e inizia il bombardamento. Nobita, Doraemon e il custode riescono a salvare Hanao e decidono di fuggire, tuttavia vengono fermati da un gruppo di militari che tentano di uccidere l'elefante. Doraemon riesce a mettere in salvo Hanao, riducendo temporaneamente le dimensioni dell'animale e spedendolo in India con il razzo postale. Tornati nel presente, Nobita e Doraemon ritornano allo zoo e scoprono che il signore stava finendo di raccontare la sua storia con il ritrovamento in India di Hanao. |                   |                                |
| 86  | Il berretto dell'obbedienza 「腹ペコご主人さま」 - Harapeko goshujin-samaL'anello perduto 「ママのダイヤを盗み出せ」 - Mama no daiya wo nusumidase | 17 agosto 2007    | 8 settembre 2015               |
| 86  | Gian intende abbandonare Muku, perché non esegue gli ordini. Doraemon decide quindi di far indossare al cane il berretto dell'obbedienza e scopre - insieme a Nobita - che Gian ordinava a Muku di fare cose letteralmente impossibili per i cani. In seguito il berretto finisce su un leone, che costringe Nobita a fargli da pasto. Proprio quando il leone sta per mangiare Nobita e Gian, Muku riesce a salvare i due; Gian decide quindi di riportare a casa il suo cane. La mamma di Nobita vede una foto di quando era piccola con sua madre, con un anello tempestato di diamanti al dito di quest'ultima, e vorrebbe averlo, perché varrebbe milioni di yen; Tamako però non lo possiede perché ricorda che due ladri lo rubarono. Nobita e Doraemon decidono quindi di tornare indietro nel tempo per evitare che ciò avvenga. Dopo una serie di contrattempi, l'anello cade dal dito della piccola Tamako - che l'aveva preso momentaneamente - e i due lo restituiscono a sua madre. La donna però rivela loro che il diamante è fasullo e decide di cederlo ai due, per dare una lezione sull'importanza del riordinare alla figlia (che lei non vuole fare). |                   |                                |
| 87  | Il futu-catalogo dei vostri sogni 「未来の買いものはご用心」 - Mirai no kaimono wa goyoujinRiavviare il sistema! 「ドラえもんが重病に？」 - Doraemon ga juubyou ni? | 31 agosto 2007    | 8 settembre 2015               |
| 87  | Doraemon lascia incustodito un catalogo del futuro, che passa nelle mani di Nobita. Grazie a esso, il ragazzo acquista una bicicletta nuova e delle cose nuove per i genitori e per gli amici. Doraemon però spiega a Nobita che gli articoli ordinati vanno pagati e infatti poco dopo arriva dal futuro un uomo volante, che esige il pagamento di quanto acquistato. Infine l'uomo rivela che è venuto a ritirare la bicicletta acquistata da Nobita, in quanto ha un difetto di fabbrica, e decide di non far pagare il conto al ragazzo. Doraemon sta per guastarsi e Dorami spiega al fratello di andare in ospedale per farsi curare da un medico, sennò diventerà un robot difettoso, ma Doraemon non vuole. La situazione degenera: Nobita decide di rimpicciolirsi con la luce che riduce e di andare alla ricerca del pulsante di riavvio del sistema; ci riesce, grazie all'aiuto di un Minidora. Il giorno dopo Doraemon, ascoltando il consiglio della sorella, ritorna nel futuro per farsi curare da un medico. |                   |                                |
| 88  | Il bambolotto scomparso 「私のジャックをとらないで」 - Watashi no jakku wo toranai deLa principessa della luna 「のび太が育てたかぐや姫」 - Nobita ga sodateta kaguya-hime | 14 settembre 2007 | 8 settembre 2015               |
| 88  | Shizuka ha perso un bambolotto di nome Jack. Mentre Dekisugi l'aiuta a ritrovarlo, Nobita usa un chiusky per animare Jenny, il compagno di Jack, la quale però finisce per allontanarsi dalla casa di Shizuka. Alla fine Jenny trova Jack, che si è intanto innamorato anche di una bambola di nome Patty. Quando Nobita anima le bambole affinché possano chiarirsi, il tutto culmina in una rissa. Nobita acquista dal futuro il set principessa della luna, composto da un uovo con all'interno un seme, che occorre inserire in una pianta di bambù. Nobita lo mette dentro la scopa di bambù e dal suo interno nasce la principessa, che cresce molto in fretta e diventa una sorella adottiva per Nobita e si guadagna l'amicizia di Shizuka, Gian, Suneo e Doraemon. Come nella fiaba, la principessa è costretta poco dopo a tornare a casa sulla Luna, ma non dimenticherà mai Nobita e gli altri. |                   |                                |
| 89  | Super mega uova letterarie 「おつかいは孫悟空 ぞうきんがけはシンデレラ」 - Otsukai wa songokuu, zoukingake wa shindereraNobita l'eremita 「のび太仙人になる！？」 - Nobita sennin ni naru!? | 21 settembre 2007 | 15 settembre 2015              |
| 89  | Per aiutare Tamako a recuperare un sigillo finito sotto un mobile, Doraemon usa le super mega uova letterarie: da tali uova, se rotte, fuoriuscirà un personaggio della letteratura, che svolgerà il compito assegnato, per poi sparire. Mentre Tamako affibbia i lavori domestici ai personaggi letterari, Nobita evoca Arsenio Lupin per recuperare il suo kendama, rubato da Gian e Suneo. Il ragazzo evoca quindi quattro personaggi, a cui dice di andare con lui da Shizuka, per farle vedere le sue abilità con il kendama. Nobita però non riesce a far entrare la sfera nella coppa, ma è costretto a provarci fino a tarda sera, per l'effetto del chiusky. Arrabbiato per un rimprovero del maestro e per non aver potuto andare in campeggio con gli amici, Nobita vorrebbe vivere come un eremita. Ruba pertanto da Doraemon un chiusky che consente in un corso per diventarlo, ma la cosa è molto più difficile del previsto e, durante un volo su una nuvola, Nobita finisce per ricongiungersi con gli amici in campeggio. |                   |                                |
| 90  | Il piccolo tifone prima parte Il piccolo tifone seconda parte 「台風のフー子」 - Taifuu no fuuko | 26 ottobre 2007   | 15 settembre 2015              |
| 90  | Nobita vorrebbe prendersi cura di un uccello appena uscito dall'uovo. Doraemon gli dà quindi un chiusky consistente in un uovo, che Nobita deve covare per un'ora. Dal suo interno fuoriesce tuttavia un tifone, a cui Nobita si affeziona e che chiama Fuuko. Ben presto il ciclone crea dei danni in casa e i genitori si arrabbiano con Nobita. Più tardi però Fuuko riesce a fermare un tifone gigantesco; anche se non è più con esso, Nobita è contento, certo di non dimenticarlo mai. |                   |                                |
| 91  | Il fiore di Pinocchio 「ピノキオの花」 - Pinokio no hanaIl nobile del ventunesimo secolo 「２１世紀のおとのさま」 - 21 seiki no otono-sama | 2 novembre 2007   | 15 settembre 2015              |
| 91  | Nobita si becca la colpa per aver scarabocchiato la cinta dell'abitazione del signor Kaminari. Per capire se il ragazzo dice o meno la verità, Doraemon utilizza il fiore di Pinocchio: se si annusa tale fiore e si dice una bugia si allungherà il naso. Dopo aver smascherato i colpevoli, il chiusky però fa scoprire delle bugie di Shizuka e Suneo dette a fin di bene. Subito dopo Gian prende il fiore e, dopo averlo fatto annusare a un gruppo di ragazzi, si mette a cantare stonatamente. Quando il bullo chiede agli spettatori se è piaciuta la sua canzone, essi mentono rispondendo affermativamente: i loro nasi si allungano talmente tanto da sollevare Gian a mezz'aria. Doraemon guarda sulla passato-TV un nobile arrogante che intende arrestare un suo suddito per aver fatto scappare un fagiano. Nobita e Doraemon decidono quindi di tornare indietro nel tempo per liberarlo; una volta fatto scoprono che il portale d'accesso alla macchina del tempo è scomparso - essendo stato usato dal nobile - ma riescono a tornare al presente grazie all'aiuto di Dorami. Mentre Nobita, Doraemon e Dorami cercano il nobile, quest'ultimo - ignaro di quanto accaduto - si mette nei guai a causa della sua superbia. Quella notte viene ospitato da una famiglia, grazie alla quale capisce l'umiltà. Il giorno dopo Doraemon e Nobita trovano l'uomo e decidono di riportarlo alla loro epoca; questa volta il nobile si comporta umilmente. |                   |                                |
| 92  | La tovaglia magica 「グルメテーブルかけ」 - Gurume teeburu kakeUn lavoro part-time come Yeti 「雪男のアルバイト」 - Yukiotoko no arubaito | 16 novembre 2007  | 15 settembre 2015              |
| 92  | Tamako deve andare a trovare sua madre e non può cucinare per Nobisuke, Nobita e Doraemon. Quest'ultimo allora tira fuori la tovaglia magica in grado di far apparire qualunque cibo: i tre mangiano un abbondante pranzo. Quel pomeriggio Suneo si vanta con Gian e Shizuka di aver mangiato in un lussuoso ristorante francese; Nobita e Doraemon origliano il discorso e usano la tovaglia per far provare agli amici l'esperienza di Suneo. Alla fine Tamako torna a casa, ma si arrabbia quando sente Nobisuke dire che il cibo del chiusky è buonissimo. Doraemon, Nobita e i suoi amici decidono di scattare una foto dello Hibagon, ma scoprono che in realtà è solo una persona travestita. Mentre Suneo e Gian spiegano alla TV quanto visto, Nobita, Shizuka e Doraemon cercano di fotografare lo yeti sull'Himalaya. A causa di un incidente, però, lo yeti raggiunge il monte dello Hibagon; i tre amici decidono di spacciare la creatura per lo Hibagon, cosicché nessuno venga accusato per truffa. |                   |                                |
| 93  | Un maxi serpente per un Minidora 「ぼくミニドラえもん」 - Boku mini DoraemonBello, forte o intelligente? 「顔か力かＩＱか」 - Kao ka chikara ka IQ ka | 30 novembre 2007  | 22 settembre 2015              |
| 93  | Un Minidora, Nobita, Suneo e Gian sono a caccia di serpenti. Dopo che i bulli si sono allontanati, Nobita e il Minidora trovano un serpente enorme, che riescono a imprigionare allo zoo dopo diverse peripezie, ma Gian e Suneo non gli credono. Nobita si sente diverso da Dekisugi, che è più bello, intelligente e atletico di lui. Doraemon dà quindi a Nobita lo sviluppa qualità, che serve per modificare forza, aspetto e intelligenza. Nobita usa il chiusky prima per diventare più intelligente per fare i compiti con più facilità, poi più bello per tentare di far colpo su Shizuka e infine più forte quando Gian intende picchiarlo. |                   |                                |

## Speciali
Gli episodi speciali di Doraemon vengono trasmessi in Giappone in occasione di eventi o ricorrenze particolari; sono inediti in Italia.
La sola eccezione è rappresentata dallo speciale 13 che, sebbene non sia compreso nella numerazione canonica degli episodi, è in realtà un episodio "normale" a tutti gli effetti e viene perciò compreso nel precedente gruppo.
| Nº  | Giapponese 「Kanji」 - Rōmaji - Traduzione letterale | In onda          | In onda  |
| Nº  | Giapponese 「Kanji」 - Rōmaji - Traduzione letterale | Giapponese       | Italiano |
| S11 | 「モーテン星」 - Mōten hoshi – "La stella inverti-situazioni"「オオカミ一家」 - Ōkami ikka – "La famiglia dei lupi" | 2 marzo 2007     | inedito  |
| S12 | 「魔法使いのび太」 - Mahōtsukai Nobita – "Nobita, lo stregone"「悪魔の城のヒミツ」 - Maō no Shiro no Himitsu – "Il segreto del castello del re demone" | 23 marzo 2007    | inedito  |
| S14 | 「海賊大決戦～南海のラブロマンス～」 - Kaizoku Dai Kessen 〜Nankai no Rabu Romansu – "La grande battaglia contro i pirati" | 29 giugno 2007   | inedito  |
| S15 | 「ドラえもんが生まれ変わる日」 - Doraemon ga umarekawaru hi – "Il giorno in cui Doraemon rinasce" | 7 settembre 2007 | inedito  |
| S16 | 「王子を守れ！伝説のドラミ三剣士」 - Ouji wo mamore ! Densetsu no Dorami san kenshi – "Dorami e La leggenda dei tre spadaccini" | 7 dicembre 2007  | inedito  |
| S17 | 「のび太の小さな小さな大冒険」 - Nobita no chiisana chiisana daibōken – "Una piccola grande avventura"「戦国時代のドラ地蔵」 - Sengoku jidai no dora jizō – "Il cestino quadri-dimensionale"「もうすぐネズミ年だよ、ドラえもん」 - Mōsugu nezumi nen da yo, Doraemon – "Sta per iniziare l'Anno del Topo!" | 31 dicembre 2007 | inedito  |